# Strandrellen in Hoek van Holland
De strandrellen van Hoek van Holland vonden plaats op 22 augustus 2009 tijdens het dancefestival Sunset Grooves. Hierbij viel één dode.

## Gebeurtenissen
Op het feest waren ongeveer 30.000 mensen aanwezig, meer dan de politie had verwacht. Onder het publiek bevond zich een groep hooligans, voornamelijk van Feyenoord. Gedurende de avond vonden er enkele massale vecht- en steekpartijen plaats. Twee agenten in burger werden herkend door de hooligans, waarna de woede zich op de agenten richtte, die vervolgens waarschuwingsschoten afvuurden. Geüniformeerde agenten die hun collega's te hulp schoten, werden bekogeld met glaswerk. Zeven minuten na de eerste aanval op de agenten trokken deze zich met getrokken pistolen terug richting nooduitgang, terwijl ze werden achtervolgd door een menigte die "Rotterdam Hooligans" en "joden, joden" naar de politie riep. De agenten sloten de hekken van de nooduitgang, maar de hooligans braken erdoorheen. De politie werd 150 meter de duinen in gedreven. Uiteindelijk schoot ze gericht op haar aanvallers, waardoor één persoon overleed en zes gewond raakten. Twee relschoppers droegen het slachtoffer naar de politie en sloten zich weer aan bij de rellende menigte. Enkele minuten later dreef politie te paard de menigte uiteen.

## Gevolgen en onderzoek
Gedurende de maanden na de rellen werden meer dan 40 verdachten gearresteerd. De schietende agenten werden als verdachte aangemerkt, maar niet vervolgd omdat zij duidelijk uit noodweer handelden. Het Instituut voor Veiligheids- en Crisismanagement (COT) onderzocht de rol van de politie. Het instituut constateerde een "ongecoördineerde hulpverlening, routinematige voorbereiding, onvoldoende risico-inschatting, onvoldoende rechtdoen aan dreigingsinformatie, onduidelijke commandostructuur en een verwarrende briefing voorafgaand aan het evenement." Al uren vóór het feest was bij de politie bekend dat een grote groep Feyenoord-hooligans van plan was om op het feest te gaan relschoppen, maar deze informatie werd niet doorgegeven aan de korpsleiding in Rotterdam.
Burgemeester Ahmed Aboutaleb van Rotterdam kondigde aan het vergunningenbeleid en risicoanalyses van evenementen te verscherpen. Onder andere de Fast Forward Dance Parade kreeg met strengere vergunningverlening te maken. Verder kondigde korpschef Aad Meijboom aan dat hijzelf ook ontslag zou nemen als er naar aanleiding van de strandrellen ontslagen in zijn korps zouden vallen. Hoewel dit laatste niet het geval was, stapte hij in februari 2010 op.
De organisator van Sunset Grooves, evenementenbureau Tridee, diende een schadeclaim in tegen de gemeente Rotterdam, omdat de dreiging van grote onregelmatigheden vooraf bekend zou zijn geweest bij de politie en een belofte om de Mobiele Eenheid in te zetten niet zou zijn nagekomen. Hierbij verwezen zij onder meer naar het onderzoek van het COT. Op 17 januari 2011 maakte Tridee echter bekend, de schadeclaim in te trekken en tevens dat het bureau zou gaan ophouden te bestaan.

## Veroordelingen
Op 2 februari 2010 werden de eerste vier relschoppers veroordeeld. De jongemannen, allen afkomstig uit Rotterdam of omgeving kregen celstraffen tot 10 maanden wegens openlijke geweldpleging en bedreiging van politieagenten.
Op 19 februari heeft de rechtbank in Rotterdam nog vijf hooligans veroordeeld tot celstraffen van elf maanden wegens betrokkenheid bij de rellen. Ook kregen vier van hen een evenementenverbod opgelegd. Dit houdt in dat men tijdens bepaalde risicovolle evenementen zich moeten melden bij de politie. Op 26 maart werden celstraffen tot vijftien maanden opgelegd.